# Mónica Oltra
Mónica Oltra Jarque (Neuss, República Federal de Alemania, 20 de diciembre de 1969) es una abogada y política española, que fue vicepresidenta, portavoz y consejera de Igualdad y Políticas Inclusivas de la Generalidad Valenciana entre 2015 y 2022 por Compromís. También es la líder y una de las portavoces del partido Iniciativa del Poble Valencià (IdPV) y de la coalición Compromís, por la que fue diputada por Valencia en las Cortes Valencianas desde 2007 hasta 2022. Licenciada en Derecho por la Universidad de Valencia, ha ejercido también la abogacía.

## Infancia y juventud
Mónica Oltra nació en Neuss, una ciudad de Alemania Occidental, en el seno de una familia de emigrantes españoles. Su nombre de nacimiento fue Mónica Jarque Tortajada, con los dos apellidos maternos, ya que su padre estaba separado de una relación anterior, por lo que no pudo adoptar el apellido paterno hasta los once años, cuando en 1981 se aprueba la ley de divorcio en España.
Mónica Oltra se trasladó a Valencia con su familia la Navidad de 1984, el mismo año que se afilia al Partido Comunista del País Valenciano (PCPV).
Es licenciada en Derecho por la Universidad de Valencia,[¿cuándo?] ejerciendo como abogada.

## Inicios de su carrera política
Mónica Oltra se unió al PCPV a los quince años, y estuvo afiliada a Esquerra Unida del País Valencià (EUPV) desde el mismo momento de su fundación. Llegó a formar parte del consejo político de EUPV y de la Comisión Permanente, donde se hizo cargo del Área de Derechos y Libertades. Entre 1996 y 1998 fue presidenta de las Juventudes de EUPV y formó parte, además, de la Comisión Permanente del Consejo de la Juventud y del Consejo Rector del Instituto Valenciano de la Juventud, del Consejo Asesor de Drogodependencias y del Consejo de Adopción de Menores. Además, fue una destacada representante de Esquerra i País (EiP), una corriente interna de EUPV de tendencia nacionalista valenciana.
En las elecciones a las Cortes Valencianas de 2003, Mónica Oltra, que entonces trabajaba como abogada de EUPV, fue la encargada de pedir un recuento en algunas mesas de la circunscripción electoral de Valencia para ver si había habido algunos errores a la hora de contar los votos que perjudicaran a su formación. Tras el recuento, el socialista Ramón Vilar perdió su escaño y Dolors Pérez fue investida diputada por L'Entesa.
Cuatro años después, a las elecciones autonómicas de 2007, ocupó la tercera posición de las listas de la coalición Compromís pel País Valencià (formada por EUPV, BLOC, IR, y diferentes formaciones ecologistas) en la circunscripción electoral de Valencia, resultando elegida diputada autonómica.[cita requerida]

## Crisis interna de Izquierda Unida
Mónica Oltra, militante de Esquerra i País (EiP), lideró su corriente hacia los postulados defendidos por una parte de la coalición (El Bloc y Els Verds-Esquerra Ecologista del País Valencià), frente al sector del partido más cercano al Partido Comunista del País Valenciano y liderado por la coordinadora general y candidata la presidencia de la Generalitat por la coalición Glòria Marcos. Las difíciles relaciones entre los dos sectores terminan con la defenestración de Marcos como síndic del grupo parlamentario de Compromís pel País Valencià y el nombramiento de Oltra como nueva portavoz. La reacción de EUPV fue la expulsión de las diputadas Oltra y Mollà y el abandono del grupo parlamentario de los tres diputados fieles a los postulados oficiales de EUPV (la misma Glòria Marcos, Lluís Torró y Marina Albiol) para formar parte del Grupo Mixto, hecho que llevó a Esquerra Unida del País Valencià a una profunda crisis interna y a quedarse sin los ingresos del grupo parlamentario.
El desencadenante fue el rechazo a la propuesta de EUPV de designar a Amadeu Sanchis (quien había sido el cabeza de lista de EUPV en Valencia y había quedado fuera del consistorio) como representante en el Consejo de Administración de Ràdio Televisió Valenciana (RTVV).[cita requerida] Esta elección correspondería a EUPV, según los pactos previos entre EUPV y el Bloc. Alegando que en el programa electoral de Compromís pel País Valencià se decía que los consejeros de RTVV no podían tener perfil partidista, desde la mayoría del grupo parlamentario, liderados por Oltra, se propuso para el cargo al sociólogo Rafa Xambó. Finalmente sería Amadeu Sanchis quien ocuparía el cargo de consejero en Ràdio Televisió Valenciana, llegando a afirmar la propia Mónica Oltra que Glòria Marcos tomaba las decisiones sin contar con los diputados de la organización.

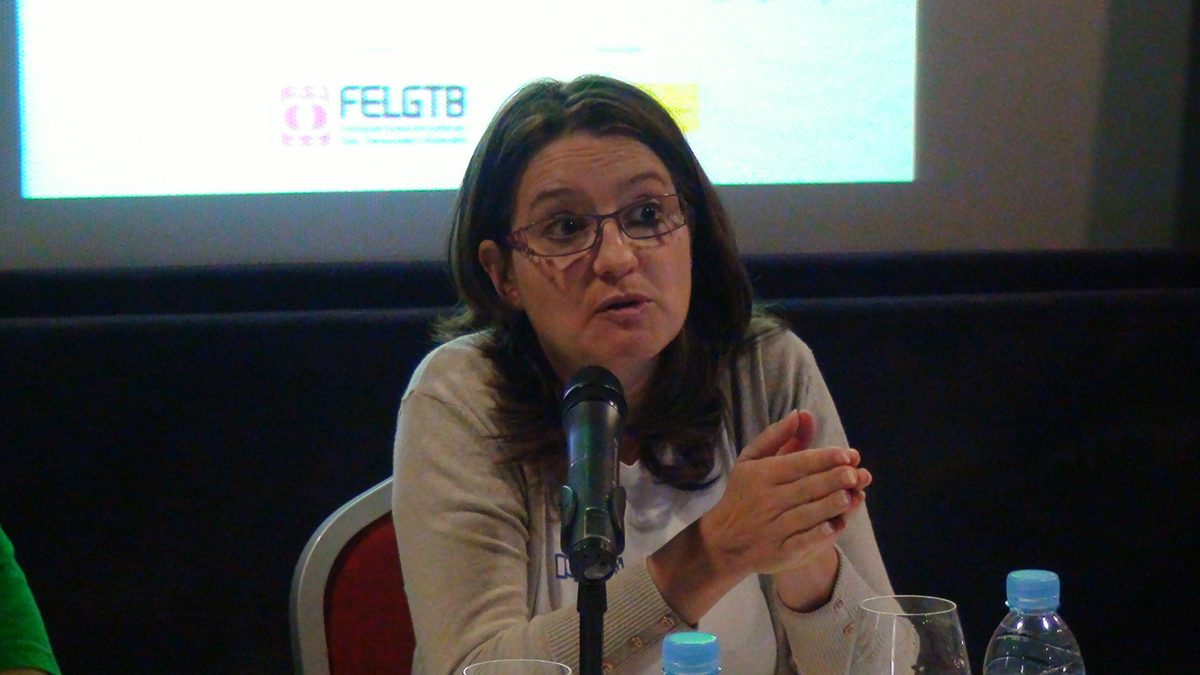
Mónica Oltra en el III Encuentro de familias homoparentales organizada por la FELGTB.

El secretario de organización de Esquerra Unida del País Valencià, Ricardo Sixto, acusó a Oltra y Mollà de traición y transfuguismo, y el 15 de septiembre, el Consell Nacional de la formación decidió expulsarlas de la formación con el 95 % de votos a favor de los asistentes. En la votación no participaron los miembros del corriente interna Projecte Obert, y desde la dirección federal de Izquierda Unida se vio con malos ojos la expulsión de las diputadas.
Desde Esquerra i País se había anunciado el congreso constituyente de un nuevo partido, Iniciativa del Poble Valencià, que se crearía el 20 de octubre de 2007, si bien IdPV no escindía definitivamente de EUPV hasta enero de 2008, tras un nuevo desencuentro entre la dirección y los críticos a la hora de realizar las listas para las elecciones generales españolas de 2008.

### Con Iniciativa del Poble Valencià
En el Congreso Constituyente de Iniciativa del Poble Valencià se eligió a Mónica Oltra para el máximo cargo del partido, el de portavoz. Mónica Oltra es desde entonces co-portavoz de Iniciativa, junto con Paco García, siendo ambos reelegidos para el cargo en congresos posteriores.
Como portavoz del Grupo Parlamentario de Compromís, Mónica Oltra gozó de gran visibilidad pública, especialmente por sus enfrentamientos con diputados del PP.
A raíz del caso Gürtel iniciado en febrero de 2009, adquirió gran protagonismo por sus intervenciones y apariciones en la cámara valenciana, siendo incluso expulsada por la presidencia de las Cortes Valencianas por vestir una camiseta negra con una fotografía serigrafiada de Francisco Camps, junto a la inscripción Wanted. Only alive (Se busca. solo vivo) para evidenciar las ausencias reiteradas del entonces presidente de la Generalidad Valenciana. 
En febrero de 2010, protagonizó en las Cortes Valencianas un nuevo enfrentamiento con los políticos del PP cuando le preguntó al vicepresidente, Juan Cotino, si no sentía vergüenza al ver a empresas familiares implicadas en el caso Gürtel. Cotino respondió con un exabrupto («Tendría vergüenza, si fuera padre, de tener una hija como esta, pero como posiblemente no lo conoce...»), haciendo referencia a que Mónica no pudo llevar el apellido de su padre hasta 1981, pese a que este le reconociera como hija suya en todo momento. El nombre de nacimiento de Mónica Oltra, con los dos apellidos maternos, aparecía en el expediente de adopción de sus dos hijos, información a la que Juan Cotino tuvo acceso porque era responsable de la Conselleria de Bienestar Social, desde donde se tramitó la adopción. Sin embargo, el propio Cotino pediría disculpas a Mónica Oltra posteriormente, disculpas que serían aceptadas por la afectada. La animadversión con Juan Cotino era tal que este, presidente de las Cortes Valencianas desde 2011 hasta 2015, abandonaba la cámara cuando Oltra salía a hablar, sustituyéndolo Alejandro Font de Mora.
Por otro lado, en una encuesta de Sigma Dos para El Mundo (año 2009) obtuvo un 4,54 en valoración, siendo la política valenciana mejor valorada únicamente por detrás de Francisco Camps con 4,80, y fue una de los 100 protagonistas del año 2009 para El País.
Mónica Oltra ocupó la sindicatura (portavocía) del grupo parlamentario Compromís pel País Valencià entre julio de 2007 hasta enero de 2010, cuando cede el puesto al secretario general del Bloc y diputado Enric Morera.

## Coalició Compromís (2010- )

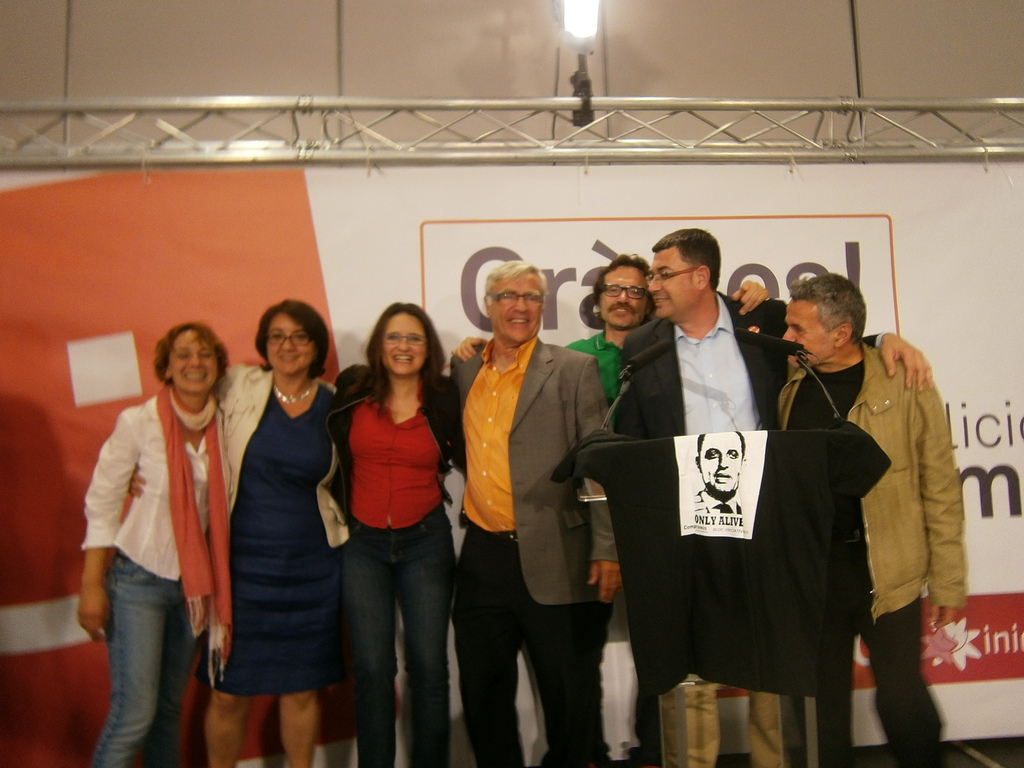
Equipo de Coalició Compromís celebrando los resultados obtenidos en las Elecciones a las Cortes Valencianas de 2011.

En enero de 2010, desde el BLOC Nacionalista Valencià, Iniciativa del Poble Valencià y Els Verds - Esquerra Ecologista del País Valencià anunció la creación de una coalición para participar conjuntamente en las elecciones a las Cortes Valencianas de 2011 que se llamaría igual que el grupo parlamentario que compartían BLOC e Iniciativa: Coalició Compromís.
La coalición obtuvo 175 087 votos, 6 diputados y el 7 % de las papeletas en toda la Comunidad Valenciana, convirtiéndose en la tercera fuerza de las Cortes Valencianas. Mónica Oltra, que ocupó la segunda posición de la lista a la circunscripción electoral de Valencia, volvió a ser elegida diputada.
Ante el éxito de la coalición Compromís que además de 6 diputados en las Cortes Valencianas, también logró un diputado en el Congreso de los Diputados pocos meses después, Oltra se mostró públicamente a favor de fortalecer las relaciones entre los partidos que la forman, afirmando en enero de 2012 ante la mesa nacional de Iniciativa del Poble Valencià que Compromís tenía "que superar la fase de coalición". Este fortalecimiento se plasmó en los meses siguientes. En el tercer congreso de Iniciativa del Poble Valencià, en marzo de ese mismo año, se ratificó dotar a Compromís de una estructura interna en la que se garantizara la pluralidad de la coalición y un funcionamiento unitario. En ese congreso fue reelegida como coportavoz de Iniciativa por tercera vez. El 18 de julio de 2012, se hizo pública la primera ejecutiva nacional de Compromís, donde Oltra es, junto con Enric Morera, uno de los dos portavoces de la coalición.
Según una encuesta de El País de octubre de 2012, Mónica Oltra era la política valenciana mejor valorada, con una puntuación de 6 sobre 10 y un conocimiento del 39 %.
La noche del 18 de octubre de 2017 sufrió un escrache en su casa. Una veintena de ultras del partido de extrema derecha España 2000 con las caras tapadas con máscaras del asesino de la película Scream se concentraron ante su domicilio y la acusaron de "apoyar els Països Catalans". Los autores lo retransmitieron en directo en la página de Facebook de España 2000 Valencia.

### Camisetas

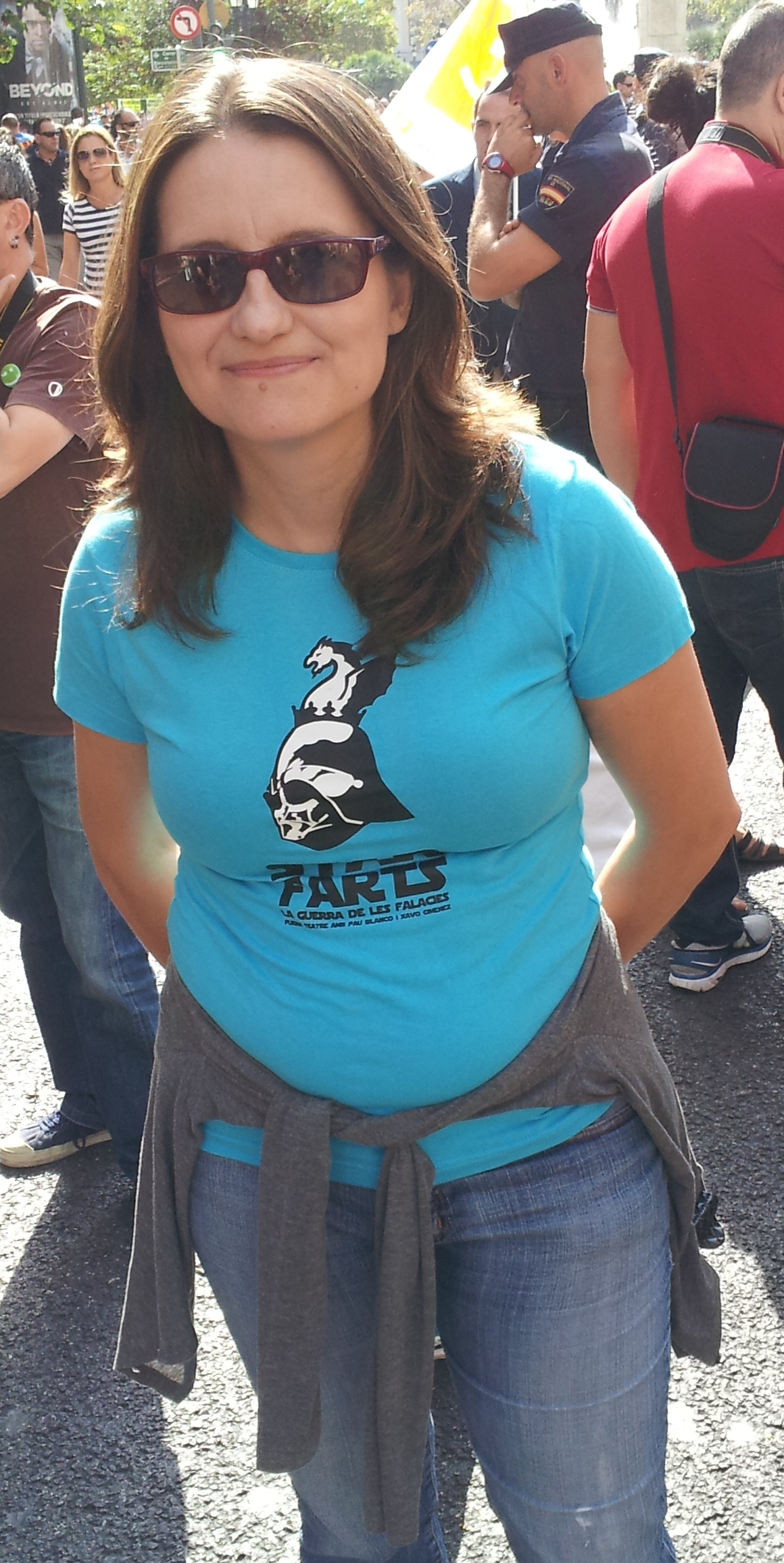
Oltra, con una camiseta dónde se puede leer "Star Farts" (Estar Hartos, como parodia de Star Wars).

Durante su primera legislatura como diputada, Mónica Oltra se ganó cierta fama como diputada combativa contra el gobierno de Francisco Camps por el uso de camisetas con textos o imágenes reivindicativas serigrafiadas. Así, en mayo de 2009, y con el presidente de la Generalidad Valenciana, Francisco Camps, salpicado por casos de presunta corrupción, Mónica Oltra accedió al hemiciclo con una camiseta donde se podía ver la cara del presidente con una inscripción donde se podía leer «Wanted, Only Alive» (Se busca, solo vivo). Ese hecho provocó que la presidenta de las Cortes Valencianas, Milagrosa Martínez, expulsase a la síndica de Compromís, quien se negó a quitarse la camiseta.
Posteriormente también vistió con camisetas donde se pedía transparencia al gobierno de la Generalidad Valenciana, o donde se pedían responsabilidades por el accidente de Metrovalencia de 2006, si bien la camiseta que mayor repercusión tuvo fue la que lució en el debate electoral en Canal Nou durante la campaña de las elecciones a las Cortes Valencianas de 2011, donde se podía leer «Canal 9 Manipula», como denuncia por el trato recibido por los servicios informativos de la cadena.
Ya durante la octava legislatura de las Cortes Valencianas, Oltra fue expulsada por el presidente de las Cortes Valencianas, Juan Cotino, por llevar una camiseta con el lema «No nos falta dinero, nos sobran chorizos», hecho que provocó que la oposición en bloque abandonara el hemiciclo como medida de protesta.
A raíz del incidente, se prohibió el uso de mensajes en camisetas y la exhibición de pancartas o gráficos en las Cortes Valencianas. Sin embargo, Oltra esquivó la prohibición pocos días después, entrando en el hemiciclo con una camiseta con un código QR impreso en ella. El código ocultaba una denuncia «contra la brutalidad policial» ejercida a su juicio durante la Primavera valenciana. Dos meses después, Oltra acudió a la sesión sobre el saqueo de Emarsa con una camiseta donde se podía leer el nombre de la marca Mango. Dado que «mango», en argot quiere decir robo, el uso de esa camiseta fue interpretado como una burla hacia los responsables de la presunta trama corrupta del Caso Emarsa, donde hay diputados populares implicados.

## Vicepresidenta de la Generalidad Valenciana (2015-2022)
Tras las elecciones a las Cortes Valencianas de 2015, celebradas el 24 de mayo, Compromís triplicó sus resultados y obtuvo 19 diputados, afianzándose como la tercera fuerza de la Comunidad Valenciana, muy cerca del PSPV. A la vista del escrutinio, Oltra manifestó desde el primer momento su intención de convertirse en la presidenta de la Generalitat. Finalmente, el pacto entre PSPV, Compromís y Podemos permitió la formación de un gobierno de izquierdas con Ximo Puig (PSPV) como presidente y Oltra como vicepresidenta. Además de vicepresidenta, Oltra ocupaba los cargos de portavoz del Consejo y consejera de Igualdad y Política Inclusiva. 

### Investigación por abusos de su exmarido en un centro de menores
En abril de 2022, un juez de Valencia solicitó al Tribunal Superior de Justicia de la Comunidad Valenciana (TSJCV) la imputación de Mónica Oltra en el marco de la investigación para desvelar si se ocultaron los abusos de su exmarido a una menor tutelada; este fue condenado a cinco años de prisión cuando era educador de un centro religioso de acogida, de carácter privado, pero con plazas concertadas con la Generalitat, por un delito continuado de abuso sexual con prevalimiento a una menor de 14 años. El juez previamente había investigado a trece funcionarios de la Conselleria de Igualdad en relación con una denuncia y una querella por encubrimiento de dichos abusos sexuales.
Oltra intentó demostrar que existía una campaña orquestada en su contra: para ello mostró una fotografía en la tribuna de les Corts valencianas tomada el 22 de septiembre de 2021 en la estación del AVE de Atocha de Madrid en la que se observaba a tres personas con intereses contrarios a los suyos: por un lado, Alberto de Rosa, director ejecutivo europeo de la empresa Ribera Salud que gestionó diferentes hospitales valencianos privatizados por los gobiernos del PP y recuperados para el sistema público por el Ejecutivo del Botànic; en segundo lugar, Cristina Seguí, fundadora de Vox en la Comunidad Valenciana y presidenta de Gobiérnate y, en tercer lugar, Francisco Camps, expresidente valenciano entre 2003 y 2011, cuyo gobierno fue muy criticado por Oltra.
La menor que denunció los abusos afirmó posteriormente que Seguí y José Luis Roberto, dirigente del partido de extrema derecha España 2000, le ofrecieron casa y trabajo por implicar también a Oltra, si bien no cumplieron esa promesa. Oltra siempre defendió que se trataba de una “cacería” de la extrema derecha, en el contexto del lawfare.
En junio de 2022, la Fiscalía de la Comunidad Valenciana remitió un escrito al TSJCV estimando que había «indicios relevantes» de que Mónica Oltra pudo haber cometido los delitos de prevaricación, abandono de menores y omisión del deber de perseguir delitos en la gestión del caso de abusos de su exmarido a una menor tutelada, afirmando que Oltra había trazado un plan preestablecido para desacreditar a la víctima de los abusos. El 16 de junio de 2022 el TSJCV acabó imputando a Mónica Oltra por supuesto encubrimiento, aun cuando el auto de imputación describía «que no existe prueba directa que vincule esos singulares trámites con la aforada». Oltra era, en ese momento, la responsable de la consejería de Políticas Inclusivas de la que dependían los centros de menores y el tribunal consideró que había indicios de que participó en la elaboración de un expediente que se abrió cuando el caso ya estaba judicializado y con el objeto de obstaculizar la investigación para proteger a su exmarido, Luis Eduardo Ramírez Icardi, o, incluso, para proteger su propia carrera política.

#### Dimisión
El 21 de junio de 2022 Oltra anunció su dimisión como vicepresidenta, portavoz y consejera de Igualdad y Políticas Inclusivas del Consejo de la Generalidad Valenciana, así como su renuncia al acta de diputada en las Cortes Valencianas tras su imputación por el Tribunal Superior de Justicia de la Comunidad Valenciana.
Declaró en su discurso de dimisión:

- "Esta historia pasará a la historia de la infamia política, jurídica y mediática de este país".

- "Este país tiene un problema cuando absuelve a corruptos y M. Rajoy no es un indicio".
- "Me cuesta esta decisión porque ganan los malos".
- "Nos están fulminando uno a uno con denuncias falsas y el día que ustedes quieran reaccionar les habrán fulminado a ustedes también".

- "Me voy con la cara bien alta pero con los dientes bien apretados".

En junio de 2023 se hizo público un informe de la policía judicial que confirmaba la versión de Oltra, pues los correos electrónicos investigados indicarían que no se trató el tema de los abusos a la menor tutelada por parte del exmarido de Oltra hasta que el asunto estuvo judicializado.
Cuando en octubre de 2023 la jueza levantó el secreto de las comunicaciones oficiales de los investigados en periodos importantes de la gestión de los abusos a una menor tutelada, se descubrió que la Policía no encontró ninguna orden de Oltra a su equipo en los correos del caso de su exmarido.

#### Suspensión del proceso judicial
En abril de 2024 el juez acordó el «sobreseimiento provisional de la investigación» en la causa contra Mónica Oltra —por la que se había visto obligada a dimitir— ya que «no se ha acreditado, ni siquiera al nivel propio de los indicios, que Oltra, ni cualquier otra persona de la Consellería, dirigiera orden, instrucción, consigna o indicación alguna a los investigados».   Tras este hecho, Compromís le ofreció ser portavoz de la coalición.
En junio de 2024 la Audiencia Provincial de Valencia reabrió la causa contra Mónica Oltra y sus ex altos cargos en la Conselleria de Igualdad, pero el 27 de junio de 2025 volvió a ser archivada por, según el auto, no existir «absolutamente ningún indicio». 

## Otros datos políticos
Mónica Oltra ha colaborado con diferentes organizaciones afines a Compromís. Por ejemplo, Oltra participó en el encuentro del 4 de junio de 2011 en el que más de 30 organizaciones ecologistas y progresistas (entre ellas su partido, Iniciativa del Poble Valencià) presentaron el proyecto Equo a la sociedad, como muestra de agradecimiento por el apoyo que dieron a Compromís en las elecciones a las Cortes Valencianas que se habían celebrado pocas semanas antes. Previamente, la propia Mónica Oltra, en nombre de Compromís, manifestó su apoyo al Proyecto Equo, si bien aclaró que la coalición valencianista no iba a renunciar ni a su marca ni a su proyecto en tierras valencianas. También declaró que no sería deseable que dos candidaturas afines (Compromís y Equo) se presentaran por separado en la Comunidad Valenciana para las elecciones. Después de estos movimientos, las asambleas de Equo en la Comunidad Valenciana se sumaron a la coalición Compromís para las elecciones generales de España de 2011. Cómo afirmó en una entrevista en junio de 2011: «con Equo no buscamos referentes, sino gente con la que mirarnos a los ojos, cosa solo posible desde un plano horizontal, no vertical».
Mónica Oltra también ha colaborado y participado en el congreso constituyente de la coalición Més per Mallorca, fuerza hermanada con Compromís, y que tuvo lugar en septiembre de 2013.
Oltra compagina su labor política con la abogacía, trabajando, entre otros, para el colectivo por la defensa de los derechos LGTB Lambda. En 2011, Lambda le otorgó el Premio Margarida Borràs en reconocimiento a su defensa del colectivo homosexual.
Oltra también apoya la acogida de refugiados africanos en España.
En las elecciones a la Asamblea de Madrid de 2021, Oltra apoyó públicamente a su tocaya, la doctora Mónica García, candidata de Más Madrid, formación con la que Compromís había acudido en coalición en las últimas elecciones generales celebradas en noviembre de 2019.
En noviembre de 2021, Oltra participó junto a diversas políticas de la izquierda transformadora española en un acto conjunto celebrado en Valencia, cuyo nombre fue “Otras políticas”. Así, en el mismo participaron: Yolanda Díaz, vicepresidenta segunda y ministra de Trabajo y Economía Social del Gobierno de España, Ada Colau, alcaldesa de Barcelona, Mónica García, portavoz de Más Madrid en la Asamblea de Madrid y líder de la oposición, y Fátima Hamed, portavoz de Movimiento por la Dignidad y la Ciudadanía en la Asamblea de Ceuta. Dicho acto se considera el plebiscito de la plataforma creada por la vicepresidenta segunda, Yolanda Díaz, Sumar, para aglutinar a la izquierda transformadora de cara a las elecciones generales de 2023.

### LibroCaminaràs entre elefants
El 13 de marzo de 2013, Columna Edicions publicó Caminaràs entre elefants, un libro realizado por Ferran Torrent que, con un estilo a caballo entre el periodístico y el narrativo, realiza un retrato personal de la diputada de Compromís. El libro fue realizado a partir de encuentros y entrevistas esporádicas realizadas entre Oltra y Torrent en 2012 y cuenta con un epílogo del también portavoz de Compromís Enric Morera.

## Vida personal
En el plano personal Mónica Oltra forma parte activa de diversas asociaciones y organizaciones. Es fallera, aficionada al Valencia CF y habla cuatro idiomas. Su padre, valencianohablante, le hablaba en castellano de pequeña. Sin embargo, ella habla en valenciano a sus hijos.